# Stresow (Berlin)

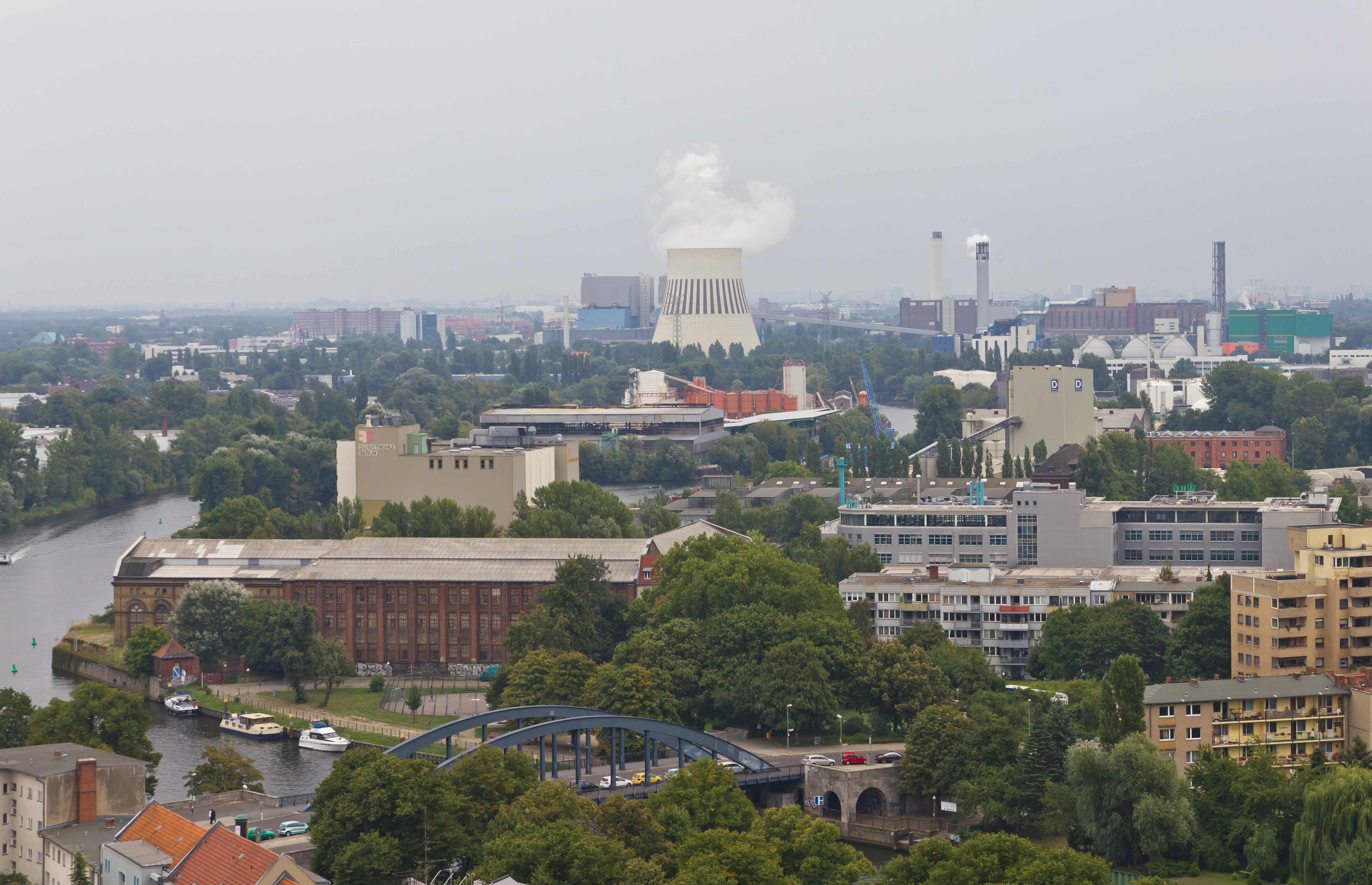
Blick über den Stresow vom Turm des Rathauses Spandau

Der Stresow ist eine Ortslage im Berliner Ortsteil Spandau. Er liegt südlich der Spreemündung am östlichen Ufer der Havel, gegenüber der Altstadt Spandau, mit der er über zwei Straßen- und eine Eisenbahnbrücke verbunden ist.

## Lage

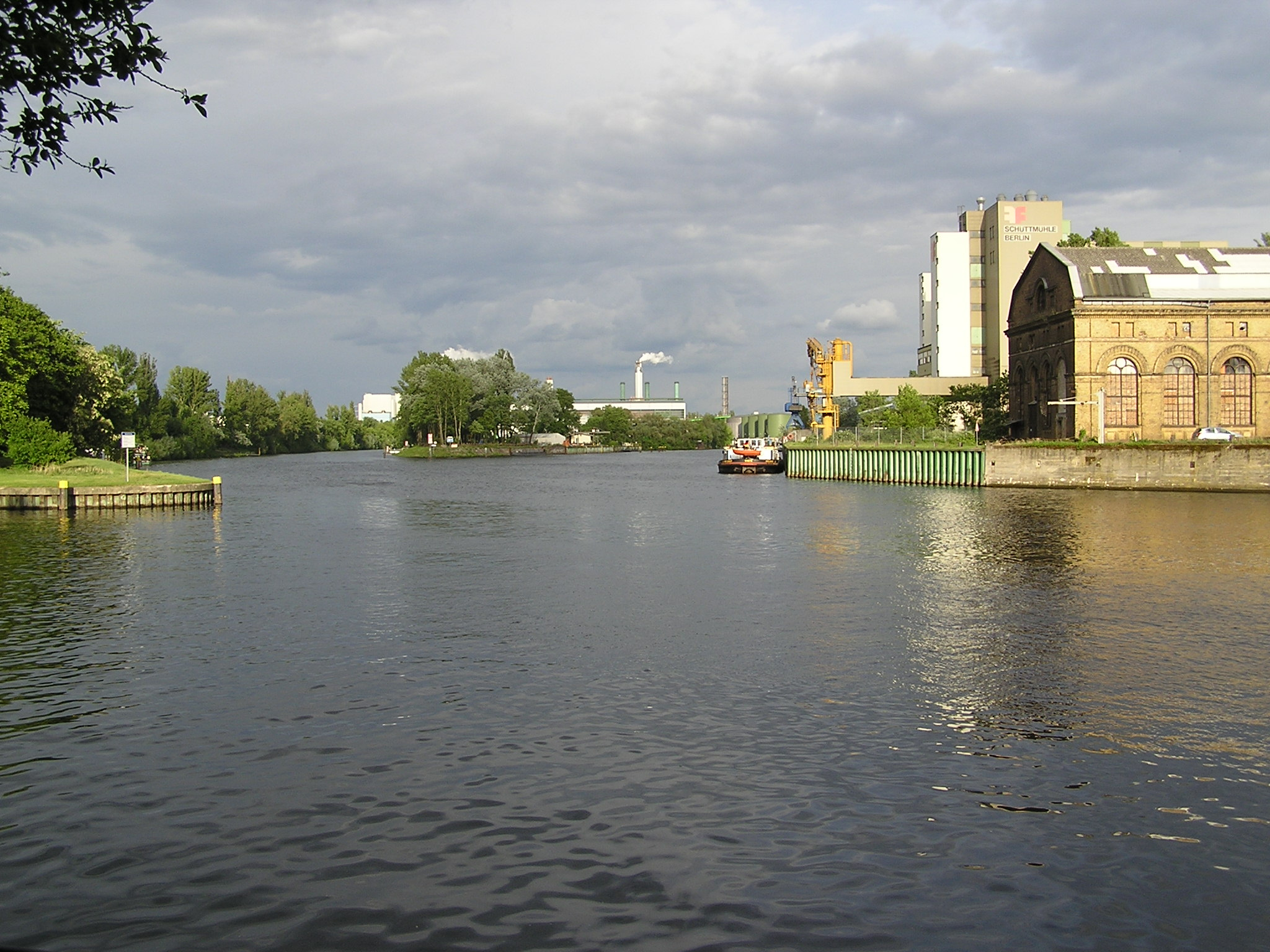
Spreemündung am Stresow

Definiert ist Stresow als Ortslage im Ortsteil Spandau im Norden und Westen durch Spree und Havel. Die Darstellung auf dem Urmesstischblatt um 1835 begrenzt nach Süden der Bogen am alten Havellauf (nach der Havelregulierung liegt dafür der Südhafen). Nach Osten ist die Freiheit zum Stresow eingeschlossen, jedoch nicht das Gelände zum 700 Meter entfernten Vorwerk Ruhleben. Diese Landmarken sind südlich in Höhe der (kleinen) Freiheitswiesen zur Ortslage Tiefwerder fixiert und gehören nunmehr zum Ortsteil Wilhelmstadt. Nach Osten gehört der Spandauer Anteil an Ruhleben nicht zum Stresow, sodass die Führung der S-Bahn-Trasse oder die Kleingartenanlage ‚Charlottenburger Chaussee‘ den östlichen Rand markieren. Als 1887 die Anzahl der Einwohner Spandau 25.000 überstieg wurde der Stadtkreis Spandau aus dem Kreis Osthavelland ausgegliedert. Die Vorstadt „Stresow“ wurde ein Stadtteil.
Die Bezeichnung Stresow soll im Slawischen „gesicherter Flussübergang“ bedeuten. Mit strategischer Bedeutung war der Havel-Übergang zur Stadt Spandau zunächst wohl eine Fähre. 1433 wurde eine Holzbrücke und ab 1319 auf der Spandauer Seite ein mit einem Turm geschütztes Tor. Die Charlottenstraße führte auf das bewehrte Ströhsower Thor zu, 1812 hieß es Charlottenburger Thor. 1864/1865 wurde die Holzbrücke erneuert, 1886 eine aufklappbare mehrteilige Bogenbrücke und 1926–1929 die bestehende Charlottenbrücke erbaut.
Der Stresow gehört in der Gliederung der lebensweltlich orientierten Räume (LOR in der Stadtplanung) zur Bezirksregion 050103 Spandau-Mitte und innerhalb dessen mit dem gewerblich betonten Osten zum Planungsraum 39 Freiheit. Die Wohnbebauung im westlichen Stresow gehört zum Planungsraum 14 Carl-Schurz-Straße. Der Stresow reicht im Süden (eigentlich und im Gegensatz zur aktuellen Bezirksgliederung) in den Ortsteil Wilhelmstadt hinein. Durch die Ortsteilgrenze entlang der Ruhlebener Straße liegt so die Stresow-Siedlung Heidereuterstraße in Wilhelmstadt. Im Rahmen der stadtplanerischen Einteilung gehört der Stresow zum Statistischen Gebiet 30 (Charlottenburger Chaussee) und er liegt im Postleitzahlenbereich 13597.

Historische Karten
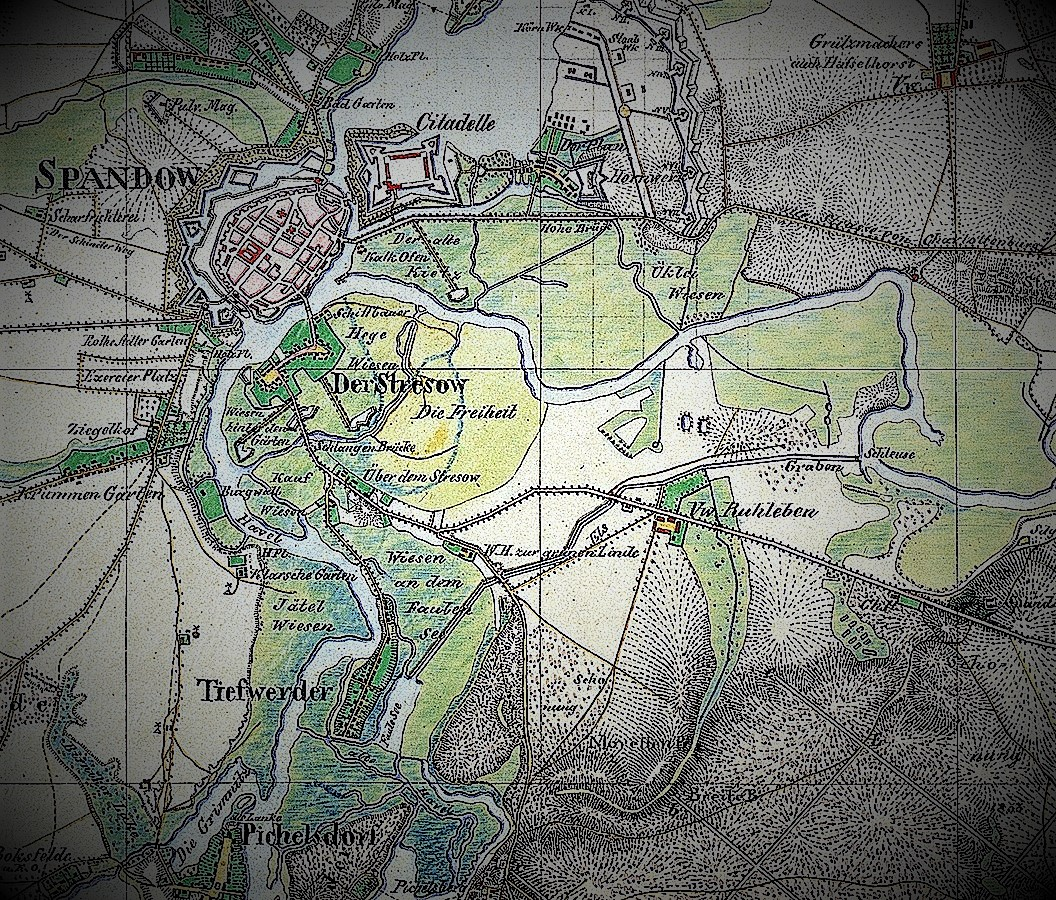
Urmesstischblatt 3445, um 1835
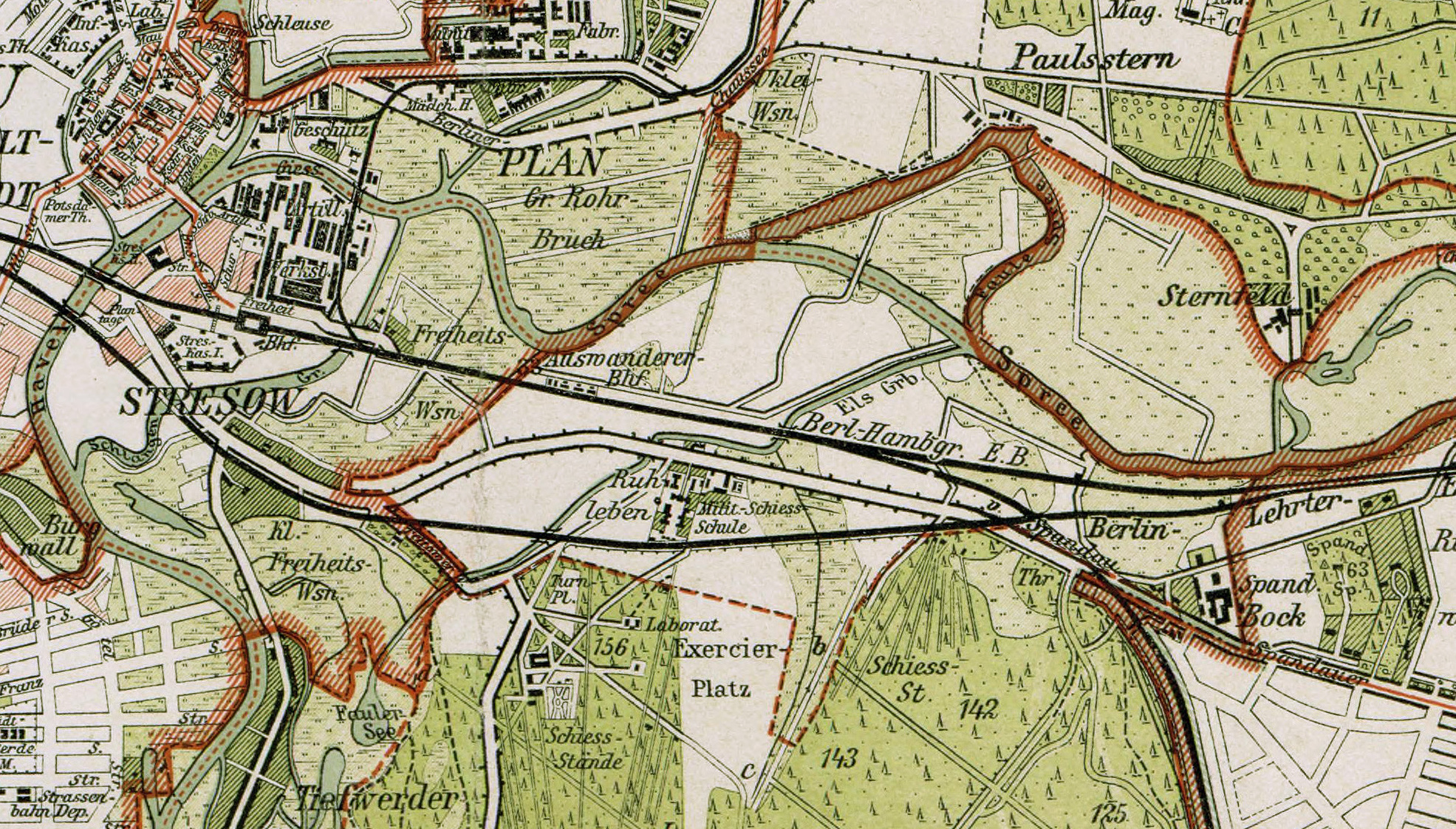
Straubes Spezialkarte von 1904
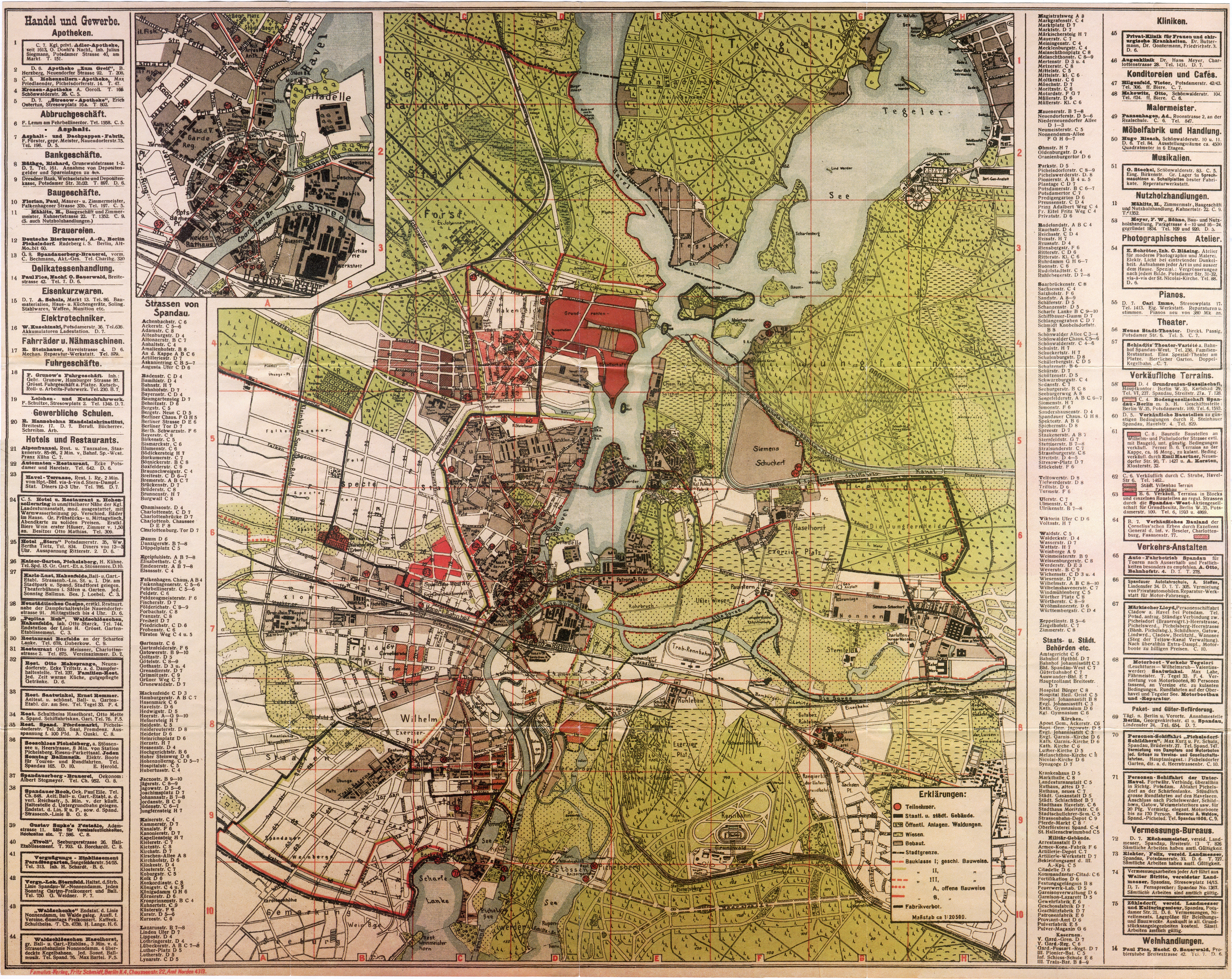
Stadtplan Spandau von 1913

## Geschichte

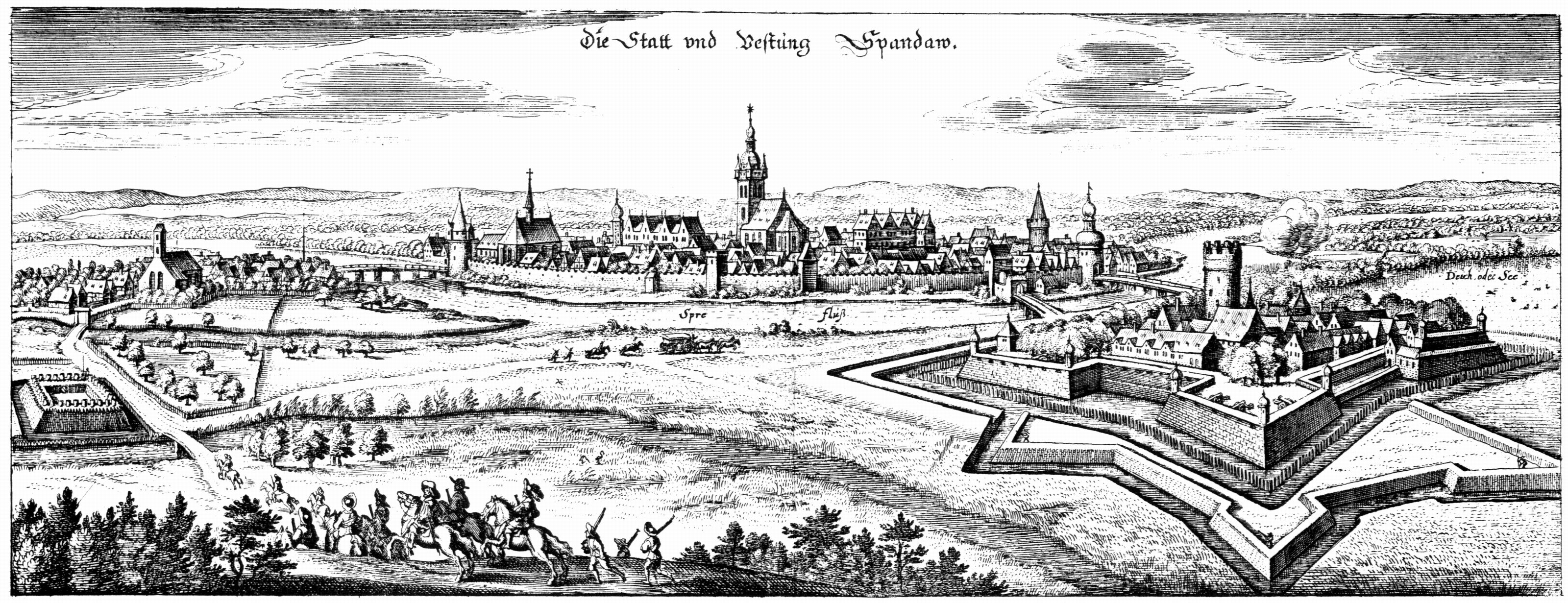
Stresow mit der Gertraudenkirche (links) vor der Stadtansicht Spandaus auf dem Merian-Stich, 1633

Der Stresow lag im Bereich der slawischen Anlage am Behnitz, die Burg diente der Sicherung des vorbeiführenden Handelsweges, der die Havel zum Stresow überquerte. Auf dem Stresow lag schon vor 1330 ein Ackerbauern- und Gemüsegärtnerdorf östlich der Havel (im Süden der Spree). „1584 schlichtete Kurfürst Johann Georg die Streitigkeiten über die Gerichte die zwischen dem Rat und dem Amt Spandau entstanden waren; dabei wurden unter anderem Hufe, Gärten und Äcker vor dem ‚Stresowischen Thore uff dem Stresow‘ genannt.“ Es war die durch den Schlangengraben abgetrennte Insel besiedelt, östlicher lagen die Wiesen und „Die Freiheit“. Vor Ort wurden Gegenstände aus der Steinzeit und der Bronzezeit gefunden, der „Hortschatz vom Stresow“. Der Ort mag schon früher als die Gegend im Bereich der ersten Burganlage besiedelt gewesen sein.
Nach dem Merian-Stich von 1633 steht die alte Gertraudenkirche – möglicherweise in idealisierender Darstellung – auf dem Stresow, zu der auch das Gertrauden-Hospital, ein Siechenhaus, gehörte. 1464 war an dieser Kapelle ein Kaplan angestellt, 1515 war die Kommende an die St.-Nikolai-Kirche übertragen, weil die Pfründe zum Unterhalt eines eigenen Geistlichen nicht ausreichte. Im 17. Jahrhundert hielten die Priester an St. Nikolai Gottesdienst in der Gertraudenkapelle. Am 27. April 1640 befahl Kurfürst Georg Wilhelm den Abriss der Gertrauden-Kirche wegen der Neuordnung der Festungsanlagen, der Kirchturm in Feindeshand hätte Einsicht und Beschuss in die Festung geboten. 1604 hatte Gräfin Lynar einen hölzernen Altar für die Kirche gestiftet, möglicherweise eine verkleinerte Nachbildung des Altarretabels in der Nikolaikirche. Dieser Altar wurde nach dem Abriss in der Moritzkirche aufgestellt.
Die Stresower hatten das Bürgerrecht von Spandau. Mit der Spandauer Altstadt ist der Stresow (wohl schon) seit dem 14. Jahrhundert mit der Stresowbrücke über die Havel verbunden. Der Landpostweg in den Teltow führte darüber. Sie wurde 1747 auf Veranlassung des Prinzen von Preußen in Charlottenbrücke benannt. Zwischen 1864 und 1865 folgte ein Neubau in Holz, während des Baus gab es eine Floßverbindung.
Seit 1722 führte die Verbindung über den Stresow nach Charlottenburg und Berlin, während die alte Verbindung vom Berliner Tor der Stadtfestung Spandau über die Jungfernheide aus militärischen Gründen einige Jahre für den öffentlichen Fernverkehr gesperrt war. „Am flachen Ufer des Stresow befanden sich bereits seit dem Jahr 1790 Schiffsbauplätze. Die Heydereiterey am Eichelberg war der Standort der Heidereiter, welche die Heyde und Wälder um Spandau herum kontrollierten – später wurden das die Förster.“ Nach dem Einmarsch napoleonischer Truppen wurde 1811 der Stresow mit vier großen Erdwerken verschanzt (Burgwall-Schanze, Garten-Schanze, Brücken-Schanze und die Vorder Schanze, wo später die Eisenbahn den Schlangengraben querte).

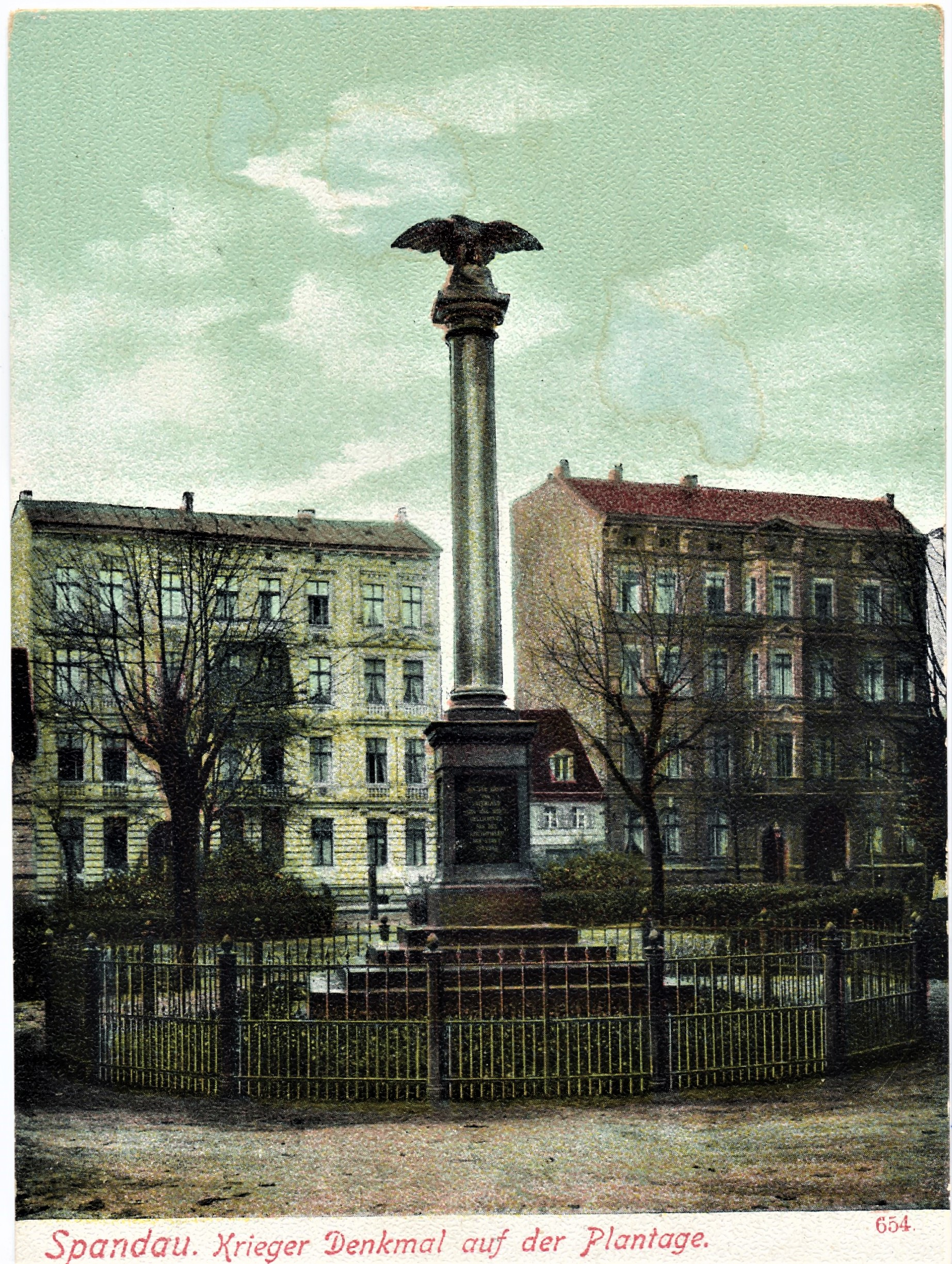
Kriegerdenkmal auf der Plantage um 1900

Auf Weisung von Prinz August Wilhelm wurde 1751 nahe der Havel ein Paradeplatz für die Spandauer Garnison errichtet. Der Spandauer Magistrat hatte ihn mit Linden zu bepflanzen, Linden kamen auch an den Kirchhof der für die Straße verkürzt wurde. Die Fundamente der Gertrauden-Kirche wurden ausgegraben. Auf dem Urmesstischblatt 3445 als „Wiesen hinter den Gärten“ aufgenommen. Mit dem Bebauungsplan erhielt dieser Platz 1855 seinen Namen Plantage (französisch für Pflanzung), der auf die Lindenpflanzen begründet ist.
Im Jahr 1832 wurde der Elsgraben zum Kanal umgebaut und erhielt einer Brustwehr, damit sollten die Grundstücke an der Spree vor Überschwemmungen geschützt werden. Die Verkehrsführung im 19. Jahrhundert lag von der (Charlotten-)Brücke in die Stresowstraße und über den Stresowplatz und die Grunewaldstraße. An der Ecke Heidereiterei führte am östlichen Havelufer die Straße nach Tiefwerder (Tiefwerderstraße) südlich ab, von da 600 Meter nach Osten am Wirtshaus zur Grünen Linde und um die Wiesen an dem Faulen See führte der Landweg zur Teltower Schanze und Murellenberg (Havelchaussee). Nach Osten führte die Chaussee vorbei am Vorwerk Ruhleben und der Spandauer Spitze nach Charlottenburg (Spandauer Damm). Die alte Fernstraße nach Berlin über die Jungfernheide wurde 1722 durch Königliche Order verboten, um die Verkehrsbedeutung von Charlottenburg zu fördern.

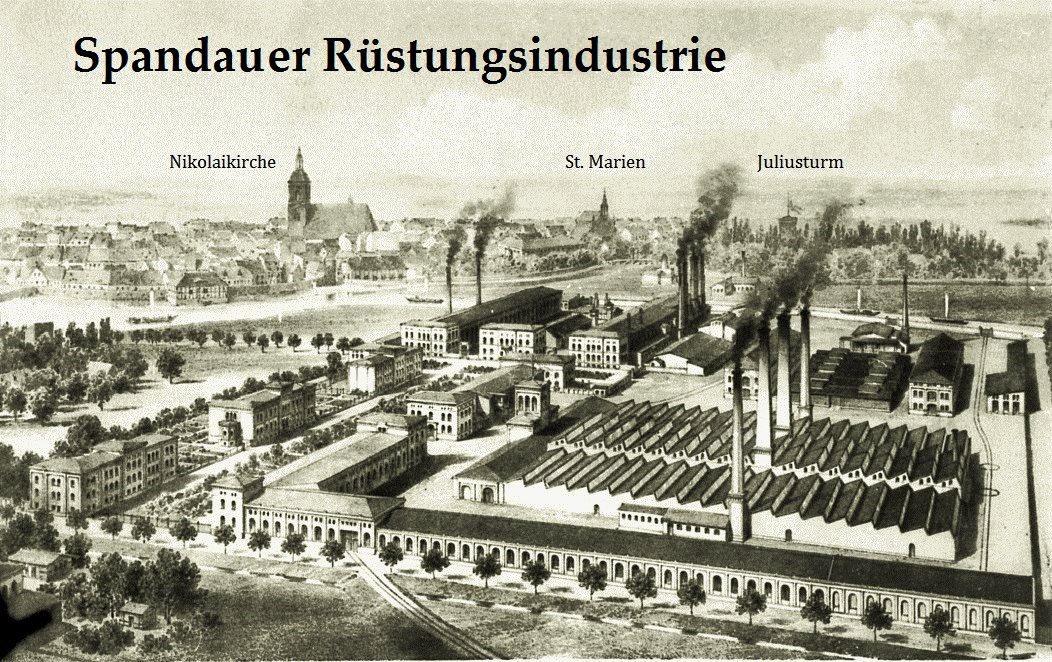
Industriekomplex Spandau-Stresow 1869 mit Gewehrfabrik, Geschützgießerei, Pulverfabrik, Munitionsfabrik, Artillerie-Werkstatt

Auf und am Stresow (der Schlangengraben war kanalisiert) entstand 1855 die Geschützgießerei, ab 1862 das Geschützbohrwerk mit der Artilleriewerkstatt, die Zündspiegelfabrik, die Patronen- und der Geschossfabrik, dazu bestand die alte Pulverfabrik. Stresow war von 1722 bis 1918 bedeutender Standort der preußischen und reichsdeutschen Waffenproduktion. Keimzelle war die Königliche Preußische Gewehrfabrique Potsdam-Spandau, die von Friedrich Wilhelm I., dem Soldatenkönig, 1722 als Manufaktur gegründet worden war. Im Jahr 1850 wurde die Fertigung in Potsdam aufgegeben und die Produktion in Spandau zum modernen Rüstungsbetrieb ausgebaut. Nach Ansiedelung weiterer waffentechnischen Betriebe und Heereswerkstätten galt der Stresower Komplex als wichtigster Arbeitgeber Spandaus. 1897 Zur Belegschaft zählten 7600 Arbeiter bei einer Gesamteinwohnerzahl Spandaus von 55.800. Entsprechend dem Versailler Vertrag wurden die Kasernen geräumt und alle Militär-Fabriken stillgelegt, dadurch wurden über 60.000 Menschen arbeitslos.
Im Jahr 1859 reaktivierte sich die Johannisloge „Victor zum goldenen Hammer“ in Spandau (in Delitzsch 1823 gegründet, nach Generalleutnant Wilhelm Ludwig Victor Graf Henckel von Donnersmarck). 1866 baute sie sich auf dem Stresow nahe vom Bahnhof ihr Logenhaus.
Auf dem Stresow wurden zwischen 1913 und 1928 die Industrieanlagen entwickelt, während des Ersten Weltkriegs die Heeres-Werkstätten erheblich erweitert. Im letzten Kriegsjahr (1918) sollen 90.000 bis 130.000 Menschen gearbeitet haben, davon 50.000 Frauen. Die Maschinen der Waffen- und Munitions-Herstellung wurden unter Kontrolle von französischen Offizieren und Beamten demontiert. Das Verbliebene wurde von der neu gegründeten Deutschen-(Industrie)-Werke AG übernommen und auf Friedensproduktion umgestellt.

## Stresow-Kaserne
Die Garnison und Festung Spandau stationierten immer mehr Soldaten. Eine Zwangsunterbringung in den Bürgerhäusern wurde in der zweiten Hälfte des 19. Jahrhunderts durch Kasernierung ersetzt. Die Stresow-Kaserne I wurde 1860–1862 von der Preußischen Militärverwaltung „auf dem Stresow“ errichtet. Der Entwurf könnte von August Stüler stammen, die Ausführung wird Ferdinand Fleischinger zugeschrieben. Der preußische Staat hatte für die Kasernenanlage auf dem Stresow über neun Morgen Land für 8.520 Taler erworben, Gesamtkosten von rund 266.095 Talern. Die Kaserne besaß ihre Wache (am Bahnanlagenübergang), zwei Latrinengebäude, einen Pferdestall und einen Schuppen mit Brennmaterial zur Beheizung der Kasernen-Kachelöfen. Bereits 1865 wurde die Mittelturmfront umgebaut zur Errichtung einer Offizier-Speiseanstalt. Der Saal wurde durch zwei hohe Flügeltüren betreten und an den Seitenwänden gab es nahe den ersten Säulen je einen großen Kamin. Dem Saal gegenüber befand sich vermutlich der Küchentrakt. Zwei riesige Rundbogenfenster mit einer gleichhohen und formentsprechenden Balkontür werden seitdem von drei romanischen Rundbögen eingerahmt und zieren die Front des Mittelturmes. Der gusseiserne nicht mehr vorhandene Balkon bildete eine Überdachung für das Kasernen-Hauptportal. Vermutlich nahm der Kaiser die vorbeimarschierenden Truppen ab, wenn er geplant oder überraschend seiner Garnison Spandau einen Besuch abstattete.

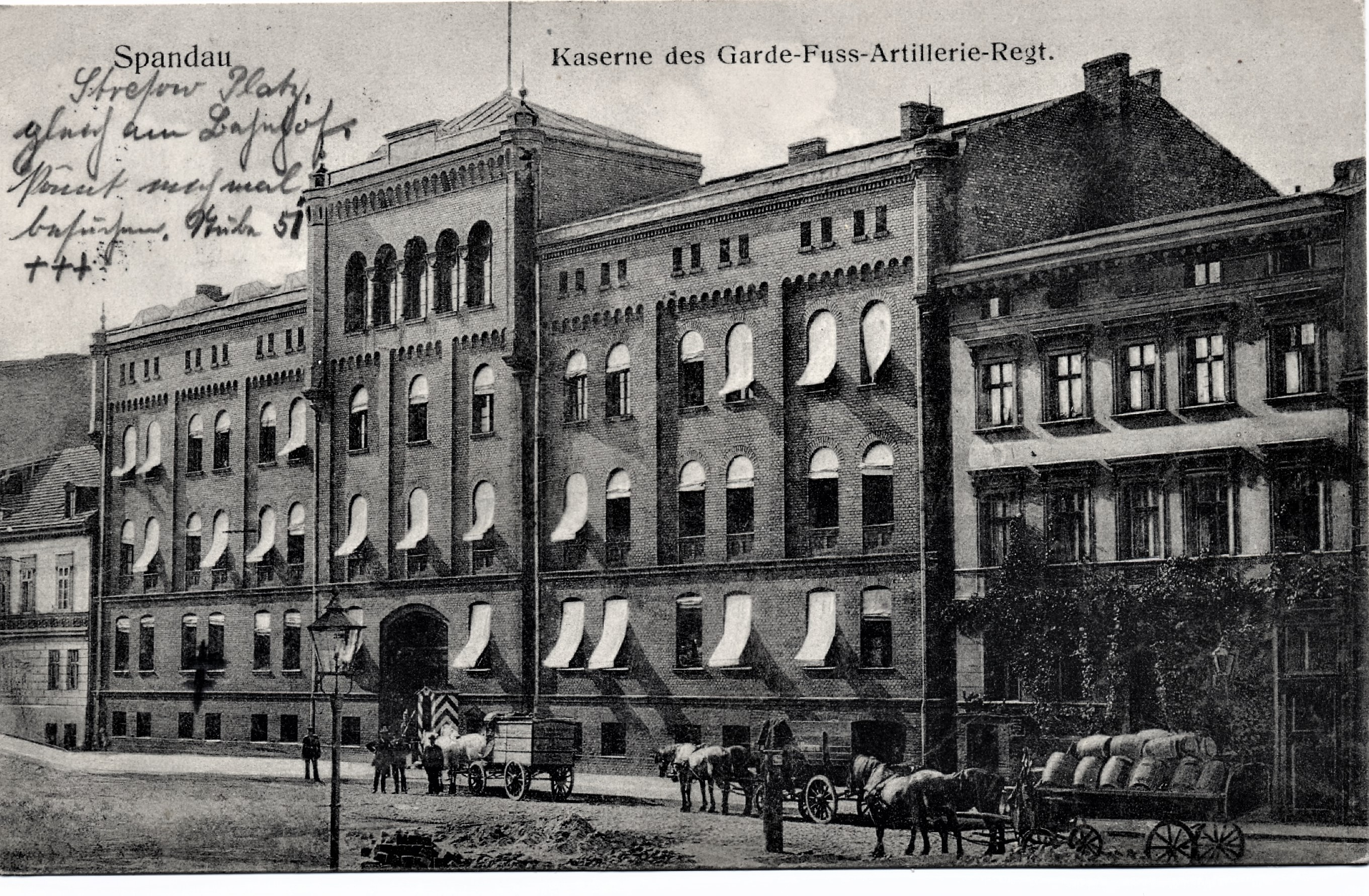
Kaserne des Garde-Fuß-Artillerie-Regimentes 1913

Ab 1862 wurde zunächst das 4. Garde-Regiment (ab 1893 nach Moabit) zu Fuß stationiert, 1893–1897 folgte das „Königin Augusta Garde-Grenadier-Regiment Nr. 4“ aus Koblenz in der Stresow-Kaserne. Als diese nach Berlin verlegt wurde, war bis kurz nach dem Ende des Ersten Weltkriegs (März 1919) das Garde-Grenadier-Regiment Nr. 5 in Stresow stationiert. Truppenteile zum Schutz der Heeres-Werkstätten befanden sich dort ständig. Ein großer Teil des deutschen Adels wohnte auf dem Stresow in den Offizierswohnungen. In Spandau gab es überproportional viele Barbiere, Zigarren- und Tabakhändler und natürlich Restaurateure. „Ab den 1880er Jahren entstanden im Bereich Stresowplatz, Auf der Plantage und der Grunewaldstraße die ersten hochherrschaftlichen Mietshäuser, in denen nun Offiziere und Techniker mit ihren Familien wohnten. Von den erhaltenen Häusern stehen etliche unter Denkmalschutz.“
Vor der Stresow-Kaserne I lag die Wallstraße, die zur Wallanlage vor dem Schlangengraben führte. Die spätere Adresse an der Vorderseite des Gebäudes war Grunewaldstraße 8. Hinter der Kaserne zum Schienengelände des Bahnhofs lag der Exerzierplatz, um den weitere Nebengebäude errichtet wurden. Für den ungehinderten Übergang der Bahn existierte eine von der Kasernenseite aus bewachte Fußgängerbrücke vom Exerzierplatz zum Bahnhofsplatz. Das Kasernengebiet mit allen Nebenanlagen hieß damals „Kaserne am Schlangengraben“, „Kaserne am Bahnhof“ oder „Bahnhof-Kaserne“. Die militärische Nutzung der Stresow-Kaserne I endete im Januar 1919 mit der Bildung des „Freiwilligen-Bataillons Spandau“ (ab März 1919: „Freiwilliges Garde-Grenadier-Bataillon“), das zum „Grenzschutz Ost“ nach Kolberg verlegt wurde.
Die 1871 vollendete kleinere Stresow-Kaserne II befand sich Stresowplatz 5. Sie wurde nach dem Ersten Weltkrieg teilweise als Wohnhaus genutzt. Gleichzeitig verblieb sie beim Reich und diente öffentlichen Zwecken, zeitweise für die Katasterämter I und II und es war das Finanzamt von Spandau untergebracht. Die Kaserne brannte nach einem Bombenangriff vollständig aus und wurde erst 1957 gesprengt und abgeräumt.
Praktisch mit der Eingemeindung Spandaus wurde die Stresow-Kaserne I und das Kasernen-Nebengebäude in ein Mietshaus umgebaut. Das große Mietshaus (vormals: Stresow-Kaserne) Grunewaldstraße 8 gehörte der Stadt Berlin (Finanzamt Spandau). Ab 1935/1936 ging die Immobilie an das Reich über. Der große Wohnungsmangel nach 1945 entstand auch durch den Zustrom der Vertriebenen aus Ostgebieten und vertriebene Handwerkerfamilien fanden in der Stresow-Kaserne eine neue Heimat. Rund „7000 Kolonisten“ wurden in neugeschaffenen Kleingartenunterkünften angesiedelt.
Das bestehende Gelände der Stresow-Kaserne (exakterweise südlicher) wird durch die Ernst-Ludwig-Heim-Grundschule genutzt, erbaut wurde diese auf Gelände der Kolonie Schlangengraben. Die hier ursprünglich anliegende Straßenführung wurde aufgehoben und durch den breiten Straßenzug der Ruhlebener Straße ersetzt. Die Grunewaldstraße biegt etwa im Zug der Grenadierstraße rechtwinklig an. Der Kasernenbau ist als Grenadierstraße 13–16 (fortlaufend) adressiert. Die Grenadierstraße verläuft durch die Bahnstrecke zur Stresowstraße, zur Freiheit und Schürstraße und dem Stresowplatz, das Grundstück 8–12 ist eine gewerbliche Brachfläche, vormals befand sich hier die Paketausgabe des Postamtes 20. An die Kaserne erinnern: der Kasernenweg und Am alten Weg, der nicht mehr die Bahn kreuzt, sondern von Am Bahndamm zur Pichelswerder Straße führt. Ersterer geht zur KGA Schlangengraben und heißt dort Festplatzweg.
Durch Königliche Kabinettsordre wurde 1855 die „Gewehr-Prüfungs-Kommission“ nach Spandau gesetzt und 1861 zur Königl. Militär-Schiesschule strukturiert. Daraufhin wurde vor der Schule eine Kaserne errichtet, ein erstes Gebäude 1876, zwei weitere folgten 1880 und das Logengebäude 1889.

## Bahnhof Stresow
Im Jahr 1846 errichtete die Berlin-Hamburger Eisenbahngesellschaft auf dem Stresow den „Hamburger Bahnhof“. Innerhalb der Stadtfestung wäre er nicht erlaubt worden. Die Gesamtkosten von acht Millionen Thalern wurden durch Aktien gedeckt, der Bau begann am 6. Mai 1844. Die neunstündige Jungfernfahrt von Berlin nach Hamburg erfolgte am 15. Dezember 1846. Ab 1891 gab es einen Kaiserlichen Bahnsteig mit dem Kaiser-Pavillon, das eigene Empfangsgebäude im nordischen Stil. Die Bahnanlagen des in der Ortslage Ruhleben liegenden Güter-Bahnhof Ruhleben wurden für die Spandauer Gewerbebetriebe zunehmend an der Hamburger Bahn nach Osten zum Hamburger Bahnhof entwickelt. Der Auswandererbahnhof Ruhleben wurde zwischen 1891 und 1914 als Durchgangs- und Kontrollstation für Emigranten eingerichtet. Um Berliner Stadtbahnhöfe und die Hamburger Bahn von Durchreisenden aus dem Osten zu befreien, war die Lage außerhalb des damaligen Berliner Stadtgebiets günstig. Zudem lag das Ruhlebener Bahngelände außerhalb des Stadtkreises Spandau im Landkreis Teltow.
Bis zur Inbetriebnahme des neuen Spandauer Hauptbahnhofs mit ICE-Anschluss im Jahr 1997 schräg gegenüber dem Rathaus des Bezirks befand sich der Hauptbahnhof Spandau in der Ortslage Stresow östlich der Havel. Nach den Umbauten wird dieser unter dem Namen Berlin-Stresow nur noch von der S-Bahn genutzt.
Um 1900 war der Stresow von der Spandauer Straßenbahn (Meter-Spurweite) erschlossen. Ab 1892 befuhr die Linie P vom Hauptbahnhof zum Markt, erweitert ab 1894 nach Pichelsdorf durch die Pichelsdorfer Straße. In Richtung zur Altstadt begannen am Hauptbahnhof (via Stresowplatz) die Linie F (ab 1892: Fehrbelliner Tor), ab 1901 St (Stadtpark) und J (Station Johannesstift) über die Schönwalder Straße. Ab 1896 fuhr die Linie S zum Schützenhaus und ab 1904 Linie H nach Hakenfelde. Ab 1906 fuhr die Linie B zwischen Stresowplatz und dem Spandauer Bock mit Anschluss an die Berlin-Charlottenburger Straße. Im Linienplan ist 1919 ist die Spandauer Straßenbahn mit Linie 2 Spandau Hbf – Stadtpark und Linie 4 Spandau Hbf – Pichelsdorf vertreten, die in diesen Linienführungen am 29. Juli 1917 eingerichtet wurden.
Anzumerken ist die Berlin-Lehrter Bahn, die durch den Süden des Stresow verlief. An dieser Strecke gab es vor 1900 den Lehrter Bahnhof in Spandau. Als der Personenverkehr auf die Hamburger Bahn verlegt wurde, diente diese Streckenführung noch dem Güterverkehr.

## Aktuelle Situation
Die Entwicklung von Industrie und Gewerbe östlich von Spandau veränderte den Ostrand der Ortslage stark. Nach dem Ersten Weltkrieg schränkte der Versailler Vertrag die Waffenproduktion drastisch ein. Die Stresower Rüstungsfabriken wurden Teil der neu geschaffenen Deutsche Werke AG, deren Betriebe nun für den zivilen Bedarf produzierten. Die Reste der Spandauer Gewehr- und Pulverfabrik, die einmal den ganzen Stresow beherrschte, ist ein „Filetgrundstück“ für Bauentwickler und Immobilienplaner. Der Bezirk Spandau wollte eine große Veranstaltungshalle entstehen lassen. Nach unbestätigten Informationen befindet sich das Gelände aber in Privatbesitz und die Eigentümer vermieten dort nur Lagerflächen.

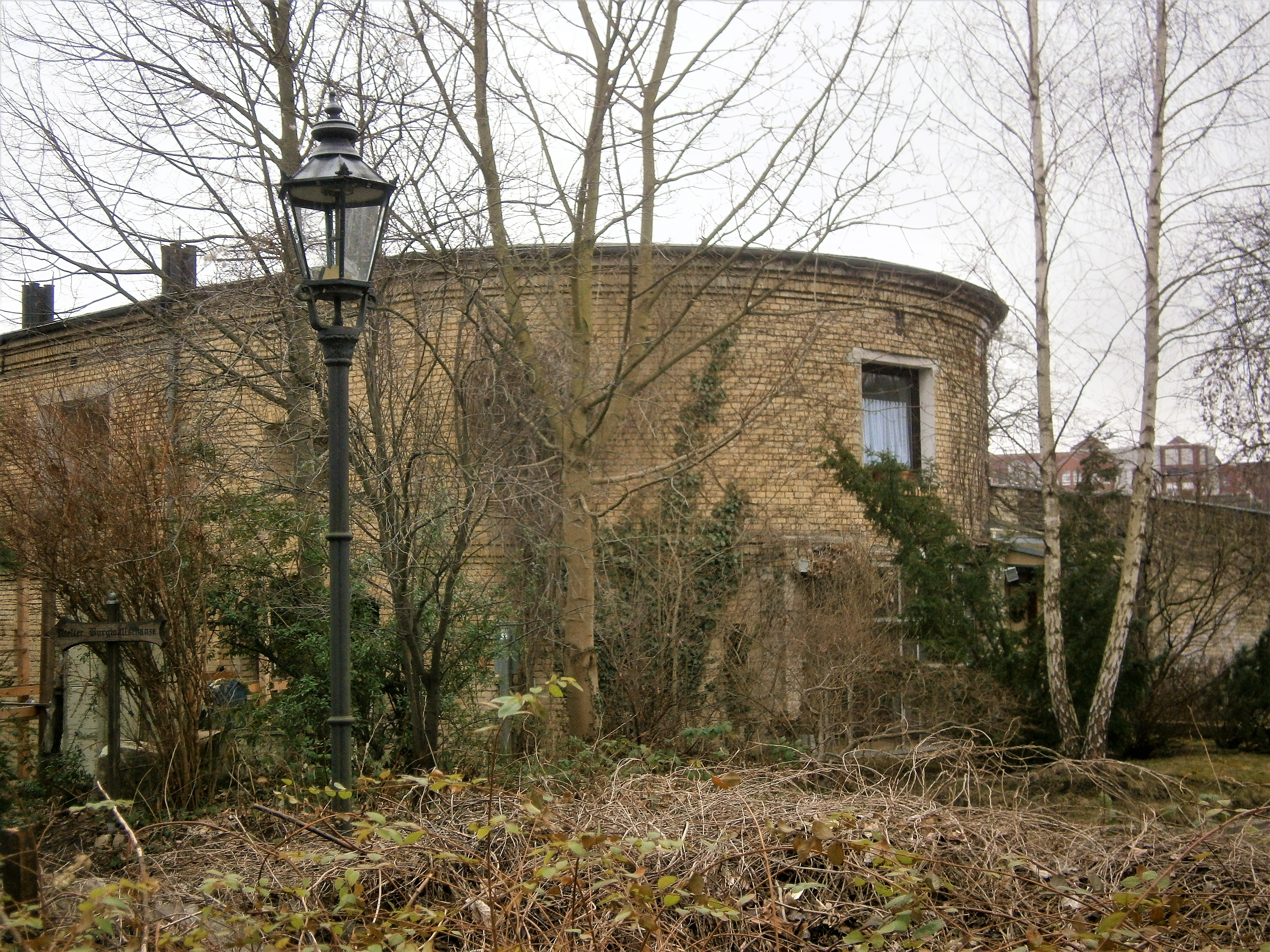
Reduit von der Straße gesehen

„In unmittelbarer Gegend um die Stresow-Kaserne stehen hohe Bäume. Vor der Stresow-Kaserne und dem Schulgebäude führt ein kleiner Park in die Kleingartenkolonie ‚Am Schlangengraben‘. Gegenüber liegt hinter einem schmalen Park die große Kleingartenkolonie ‚Burgwall-Schanze‘ mit der alten Mündung des restlichen Schlangengrabens in die Havel und die erhaltene und bewohnte Reduit der Burgwall-Schanze.“ Das Reduit (Kernwerk) der Burgwallschanze ist nach der Entfestigung 1903 erhalten geblieben, als Ruhlebener Straße 205 adressiert. Die Stresowstraße umfasst seit 1947 im Nordteil die Brückenstraße, den Verlauf am Stresowplatz und südlich die vormalige Bahnhofstraße. In der Zeit des Nationalsozialismus wurde zwischen 1937 und 1947 diese Führung von der Altstadt zum Bahnhof als Schlemmingerstaße benannt. In den 1970er Jahren wurde der Kreuzungsbereich an der Klosterstraße mit Brunsbüttler Damm/Ruhlebener Straße neu ausgestaltet, seither besteht die (Haupt-)Verkehrsführung über den Süden des Stresow. Anzumerken ist das Gemeindezentrum der Petruskirche in der Grunewaldstraße 7, das 1964/1965 entstand. Die abbiegende Grunewaldstraße wurde um das Grundstück geführt, als die Hauptstraßenführung Spandau–Charlottenburg in die Ruhlebener Straße gelegt wurde.
Die bestehenden Grünflächen sind
- Ortsteil Spandau, Ortslage Stresow
  - Stresowpark: 7000 m², zwischen Havel, Obermeierweg und Stresowstraße (Schiffbauer Hege)
  - Plantage: 2500 m², zwischen dem bebauten Straßenring
  - KGA Schlangengraben: 5,3 ha, zwischen Pichelswerderstraße, Umspannwerk Tiefwerder, Ernst-Ludwig-Heim-Schule, Bahnanlage
  - Grünstreifen (ehemals) Grunewaldstraße: 8700 m², zwischen Ernst-Ludwig-Heim-Schule und Ruhlebener Straße
  - KGA Burgwallschanze: 6,9 ha, zwischen Havel, Ruhlebener Straße, Schlangengraben
  - KGA Ruhlebener Straße: 3200 m², Ruhlebener Straße 201
  - KGA Tiefwerder Weg: 1,1 ha, Tiefwerder Weg 1 und 2
  - KGA Unterhavel-Wilhelmstadt: 6750 m², am Oberhafen 10, im Winkel zum Tiefwerderweg
- Ortsteil Wilhelmstadt (die Ortslage Stresow grenzt südlich an Tiefwerder ohne definierte Fixierung, über dem Stresow)
  - Fredy-Stach-Sportpark: 4,9 ha, südlich Schulenburg-/ Ruhlebener Straße (Elsgraben)
  - Freiheitswiesen (im nordwestlichen Abschnitt, vormals kleine Freiheitswiesen)

## Bebauung und Baudenkmale

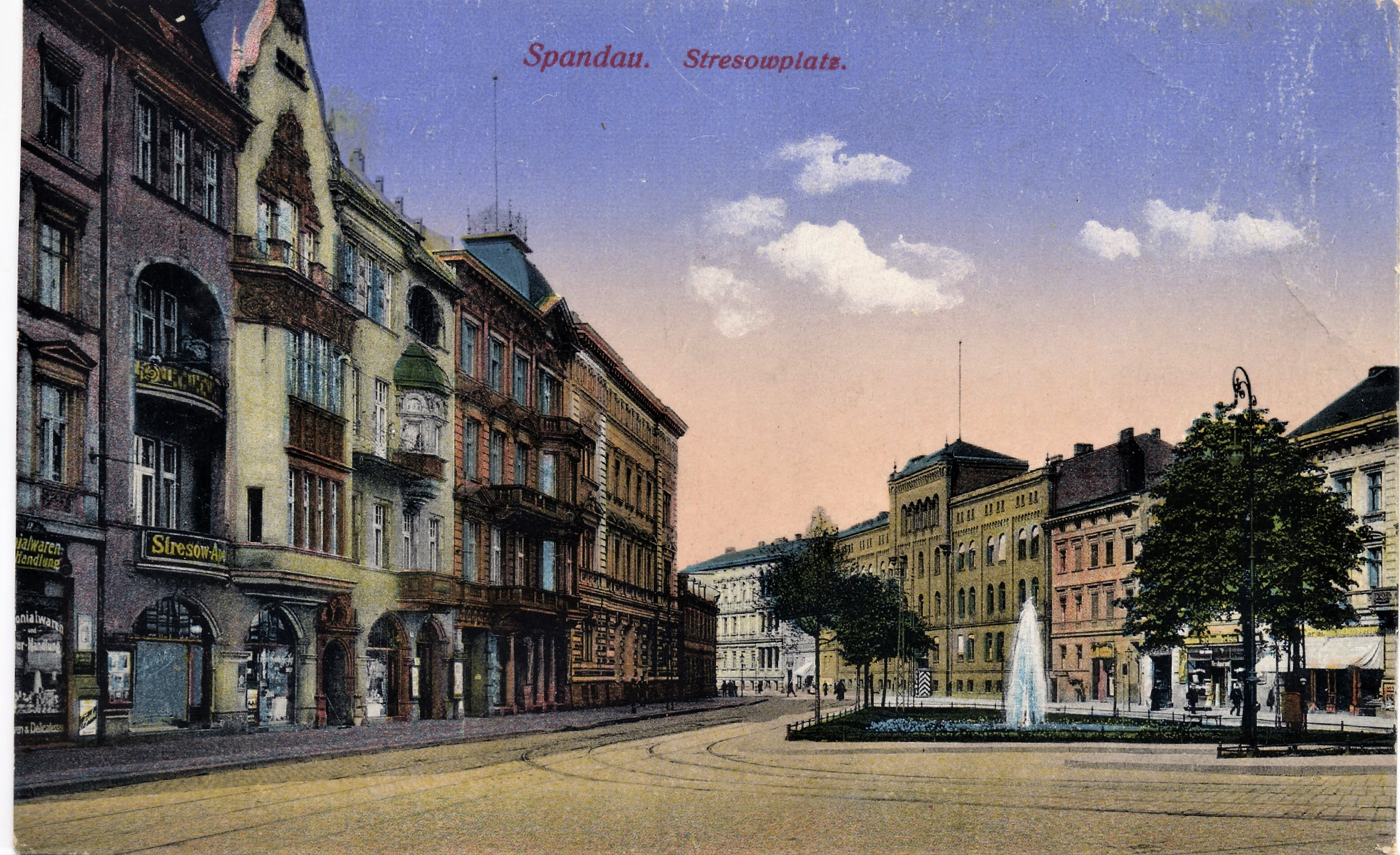
Blick über den Stresowplatz 1915 nach West

Vom Amt und dem Kurfürsten wurde der Stresow als Dorf geführt, er lag getrennt von Spandau, seine Bewohner waren Kossäten und betrieben Garten- und Ackerbau. 1386 gab es 29 Häuser, 1429 ist „des Rates Ziegelscheune“, 1433 die Stresowbrücke und 1462 das Gertrauden-Hospital erstmals genannt. Aus militärtechnischen Gründen wurden auf Befehl des Kurfürsten die auf 3000 Taler taxierte Gertraudenkirche, des Rates Ziegelscheune, das Schustergerbehaus und zehn Häuser abgerissen. 1728 zählte der Stresow 43 enge und kleine Wohngebäude, auch hinter dem Schlangengraben. Als am 17. Mai 1730 das Klostervorwerk brannte, wurden durch Funkenflug über die Havel „zwanzig Höfe in Asche gelegt“. 1744 hat die „Vorstadt auf dem Stresow“ 38 Bewohner, „deren Häuser mit Rohr gedeckt sind“. 1790 gibt es 46 Gehöfte, am 4. März 1813 wurden jene östlich des Schlangengrabens durch die Franzosen zur Sicherung der Befestigung niedergebrannt. Diese Gehöfte wurden beim „Rétablissement Spandaus“ an den Weg nach Pichelsdorf verlegt und neu angelegt. Um 1880 besaß der Stresow 73 (Wohn-)Häuser.
„Ab den 1880er Jahren entstanden im Bereich Stresowplatz, Auf der Plantage und der Grunewaldstraße die ersten hochherrschaftlichen Mietshäuser, in denen nun Offiziere und Techniker mit ihren Familien wohnten. Von den erhaltenen Häusern stehen etliche unter Denkmalschutz.“ Der südliche Stresow, die Plantage, war mit Gartenanlagen versehen; hier wurde zum Gedächtnis an die in den Kriegen von 1864, 1866 und 1870/1871 gefallenen Spandauer am 2. September 1876 die Adlersäule errichtet.
In der Denkmalliste sind Ende der 2010er Jahre folgende Stresower Häuser und Gebäude aufgenommen, weitere Angaben in der Liste der Kulturdenkmale in Berlin-Spandau:
- Mietshaus Grunewaldstraße 3, erbaut vor 1898[44]
- Mietshaus Grunewaldstraße 4, erbaut vor 1898[45]
- Mietshaus Grunewaldstraße 5, erbaut um 1900[46]
- Mietshaus Grunewaldstraße 5a, erbaut um 1900[47]
- Mietshaus und Hinterhaus Grunewaldstraße 10/11, erbaut vor 1900[48]
- Mietshaus Grunewaldstraße 12, erbaut 1902–1903[49]
- Stresow-Kaserne I und Kaserne am Schlangengraben, erbaut 1860–1862[50]
- Wohnhausgruppe Plantage 8, 9, 9a, 10, 11, 12, 13, 14, 15, 16, 17 Gasse zur Havel[51]
  - Mietshaus Plantage 8 Gasse zur Havel, erbaut 1860/1869[52]
  - Mietshaus Plantage 9 Gasse zur Havel, erbaut 1880/1889[53]
  - Wohnhaus und Mietshaus Plantage 9a Gasse zur Havel, erbaut nach 1850[54]
  - Mietshaus Plantage 10, 11, erbaut 1900[55]
  - Mietshaus Plantage 12, erbaut 1876/1900[56]
  - Mietshaus, Seitenflügel Plantage 13, erbaut 1860/1869 und vor 1898[57]
  - Wohnhaus, Vorderhaus, Mietshaus Plantage 14, erbaut vor 1859[58]
  - Wohnhaus, Hinterhaus, Gartenhaus und Mietshaus Plantage 14, erbaut um 1895[59]
  - Mietshaus, Fabrikgebäude, Seitenflügel Plantage 15, erbaut um 1870[60]
  - Mietshaus Plantage 16, erbaut um 1890[61]
  - Mietshaus, Stall und Schuppen Plantage 17, erbaut 1888[62]
- Artilleriewerkstattgebäude und Nutzholz-Häuser Am Schlangengraben 9a–9d,[63] erbaut 1862–1868[64]
- Fabrik, Verwaltungsgebäude Am Schlangengraben 9, erbaut um 1940[65]
- Mietshaus Schürstraße 14, erbaut 1890/1899[66]
- Mietshaus, Remise Schürstraße 15, erbaut 1890/1899[67]
- Bohrwerkstatt der Geschützgießerei Spandau,[68] Obermeierweg 18, erbaut 1871–1874[69]
- „Reduit der Burgwall-Schanze“ und Fritz-Haak-Kaffee-Großrösterei, Ruhlebener Straße 205, erbaut um 1860, Umbau 1903 und 1920/1929[70]